# Dorian Missick
Dorian Crossmond Missick (nacido el 15 de enero de 1976) es un actor estadounidense conocido por su papel de Damian en la serie de televisión Seis grados (2006) y por interpretar a Victor Vance en el videojuego de 2006 Grand Theft Auto: Vice City Stories. También es conocido por su papel protagónico en la película Premium (2006) y sus papeles secundarios en películas como The Manchurian Candidate (2004) y Lucky Number Slevin (2006).

## Primeros años y educación
Missick nació en East Orange, Nueva Jersey, y creció en North Plainfield, Nueva Jersey.

## Carrera
Durante su primera clase de actuación, los agentes de casting estaban haciendo casting para un comercial de Coca-Cola y decidieron que Missick era la adecuada para el papel. Más tarde fue elegido para un pequeño papel en In the Heat of the Night (1990), interpretando a un joven pescador.
En el verano de 1996, Missick se unió a Jazz Actors, una compañía de teatro en Harlem, donde estudió con Ernie McClintock, cuyo estilo influenciado por el jazz influyó fuertemente en el de Missick. Después de que la empresa se disolvió, Missick se unió a NITE Star, una empresa educativa cuyo objetivo principal era educar a los adolescentes sobre la concienciación sobre el sida y desarrollar una comprensión hacia estilos de vida alternativos. Durante su tiempo con NITE Star, Missick conoció a la actriz Kerry Washington (que también estaba involucrada con la compañía) y obtuvo un ingreso constante de los comerciales, con un promedio de alrededor de siete nacionales al año.
En 2002, Missick hizo su debut como actor profesional en Two Weeks Notice, interpretando a Tony, la mano derecha y conductor de limusina de Hugh Grant. Su exposición de ese papel lo llevó a papeles en programas de televisión como NYPD Blue, Law & Order, Now and Again y Buffy the Vampire Slayer, así como pequeños papeles en películas como Undermind, 50 Ways to Leave a Lover, A Message from Pops, Freedomland y Two Guns. Hizo una audición para el papel de Antwone Quenton 'Fish' Fisher en Antwone Fisher: el triunfo del espíritu; no fue elegido, pero su encuentro con Denzel Washington lo llevó más tarde a un papel en The Manchurian Candidate. Poco después, Missick consiguió un papel interpretando a Elvis en Lucky Number Slevin, y poco después consiguió su primer papel protagónico en Premium junto a Zoe Saldana.
En 2018, tuvo un papel recurrente en la segunda temporada de la serie Luke Cage de Netflix y Universo cinematográfico de Marvel. Missick interpretó a Dontrell "Cockroach" Hamilton, un ex convicto previamente encerrado por Misty Knight, quien es interpretada por su esposa en la vida real y actriz habitual de la serie Simone Missick. En julio de 2018, se unió al elenco principal de la serie CBS All Access Tell Me a Story como Sam.

## Vida personal
Missick se casó con su esposa, la actriz Simone Missick, en febrero de 2012. En 2009, conoció a Simone durante una audición, donde se cruzaron por primera vez.

## Filmografía

### Películas
| Año  | Título                      | Papel                         | Notas                  |
| ---- | --------------------------- | ----------------------------- | ---------------------- |
| 1998 | Two Way Crossing            | Leon                          |                        |
| 2000 | Shaft                       | Joven                         |                        |
| 2002 | Two Weeks Notice            | Tony                          |                        |
| 2003 | Crime Partners              | James Brown                   |                        |
| 2003 | Undermind                   | Rapero del tren               |                        |
| 2004 | 50 Ways to Leave Your Lover | Rob                           |                        |
| 2004 | The Manchurian Candidate    | Owens                         |                        |
| 2006 | Freedomland                 | Jason Council                 |                        |
| 2006 | Lucky Number Slevin         | Elvis                         |                        |
| 2006 | Premium                     | Cool                          |                        |
| 2007 | Mama's Boy                  | Mitch                         |                        |
| 2007 | Alibi                       | Luis Nelson                   | Película de televisión |
| 2008 | Love Me Through It          | Entrenador de actuación       |                        |
| 2008 | Jury of Our Peers           | Dashawn                       |                        |
| 2008 | Rachel Getting Married      | Invitado de la cena de ensayo |                        |
| 2008 | Bad Mother's Handbook       | Dr. Stoller                   | Película de televisión |
| 2009 | Lenox Avenue                | Sellars                       |                        |
| 2010 | The Bounty Hunter           | Bobby                         |                        |
| 2010 | Mooz-lum                    | Profesor Jamal                |                        |
| 2013 | Big Words                   | John                          |                        |
| 2013 | Things Never Said           | Steve                         |                        |
| 2014 | Líbranos del mal            | Gordon                        |                        |
| 2014 | Annie                       | "Papá" de Annie               |                        |
| 2015 | The Summoning               | Wayne                         |                        |
| 2016 | 9 Rides                     | Driver                        |                        |
| 2018 | Monster                     | Asa Briggs                    |                        |
| 2018 | As Evil Does                | Dominic                       |                        |
| 2018 | Jinn                        | David                         |                        |
| 2018 | Brian Banks                 | Oficial Mick Randolph         |                        |
| 2018 | The Finest                  | John / Terrell Archer         | Película de televisión |
| 2019 | #Truth                      | Stewart Cooper                |                        |
| 2019 | Paper Friends               | Carson                        |                        |
| 2023 | The Burial                  | Reggie Douglas                |                        |

### Televisión
| Año     | Título                            | Papel                         | Notas                                                                      |
| ------- | --------------------------------- | ----------------------------- | -------------------------------------------------------------------------- |
| 1990    | In the Heat of the Night          | Joven pescador                | Episodio: "An Angry Woman"                                                 |
| 2000    | Now and Again                     | Marlin                        | Episodio: "Boy Wonder"                                                     |
| 2001    | Law & Order: Special Victims Unit | Leon Tate                     | Episodio: "Rooftop"                                                        |
| 2001    | Philly                            | Compinche de Dorian           | Episodio: "Blown Away"                                                     |
| 2001    | NYPD Blue                         | Gerald Winters                | Episodio: "Hit the Road, Clark"                                            |
| 2001    | Law & Order                       | Henry Williams                | Episodio: "A Losing Season"                                                |
| 2003    | Buffy the Vampire Slayer          | Oficial de policía            | Episodio: "Empty Places"                                                   |
| 2004    | Law & Order                       | Ronald Duggan                 | Episodio: "Can I Get a Witness"                                            |
| 2004    | CSI: Nueva York                   | Jayden Prince                 | Episodio: "Grand Master"                                                   |
| 2006    | Conviction                        | Frank Jeffers                 | Episodio: "180.80" & "Hostage"                                             |
| 2006    | Seis grados                       | Damian Henry                  | Protagonista                                                               |
| 2008    | Numb3rs                           | Derek Raines                  | Episodio: "Pay to Play"                                                    |
| 2009    | Raising the Bar                   | Sylvester 'Slice' Walters     | Episodio: "Trust Me"                                                       |
| 2009    | Bones                             | Owen Thiel                    | Episodio: "The Goop on the Girl"                                           |
| 2010    | Sons of Anarchy                   | Pony Joe                      | Episodio: "So"                                                             |
| 2011    | The Cape                          | Marty Voyt                    | Protagonista                                                               |
| 2012–13 | Southland                         | Detective Ruben Robinson      | Recurrente: season 4-5                                                     |
| 2012–13 | Lenox Avenue                      | Sellars                       | Protagonista                                                               |
| 2012–13 | Haven                             | Tommy Bowen                   | Recurrente: temporada 3, invitado: temporada 5                             |
| 2014    | Being Mary Jane                   | Detective Cedric Rawlins      | Episodio: "Hindsight Is 20/40"                                             |
| 2014    | Rake                              | Blake                         | Episodio: "50 Shades of Gay"                                               |
| 2015    | Better Call Saul                  | Detective Dunst               | Episodio: "Nacho" & "Hero"                                                 |
| 2015    | The Good Wife                     | Brett Tatro                   | Episodio: "Don't Fail"                                                     |
| 2015    | The Brink                         | Agent                         | Episodio: "I'll Never Be Batman" & "Swim, Shmuley, Swim"                   |
| 2016    | Zoe Ever After                    | Gemini Moon                   | Protagonista                                                               |
| 2016    | Lucifer                           | Will Flemming                 | Episodio: "St. Lucifer"                                                    |
| 2016    | Elementary                        | Glibride/Agente Whitlock      | Episodio: "To Catch a Predator Predator" & "It Serves You Right to Suffer" |
| 2016    | Animal Kingdom                    | Patrick Fischer               | Recurrente: season 1-2                                                     |
| 2018    | Unsolved                          | Scott Shephard                | Episodio: "Nobody Talks"                                                   |
| 2018    | Luke Cage                         | Dontrell "Cockroach" Hamilton | Recurrente: temporada 2                                                    |
| 2018    | Tell Me a Story                   | Sam Reynolds                  | Protagonista: temporada 1                                                  |
| 2020    | Soul City                         | Andrew                        | Episodio: "Pillowshop"                                                     |
| 2020    | For Life                          | Jamal Bishop                  | Protagonista                                                               |
| 2020    | All Rise                          | DJ Tailwind Turner            | Episodio: "Dancing at Los Angeles" & "Yeet"                                |
| 2021    | Rebel                             | Rick                          | Episodio: "The Right Thing" & "Heart Burned"                               |

### Videojuegos
| Año  | Título                              | Papel                    |
| ---- | ----------------------------------- | ------------------------ |
| 2005 | Crime Life: Gang Wars               | Voz                      |
| 2006 | Grand Theft Auto: Vice City Stories | Victor 'Vic' Vance (voz) |